# Geogarypus maculatus
Espèce
Synonymes
- Garypus maculatus With, 1907

Geogarypus maculatus est une espèce de pseudoscorpions de la famille des Geogarypidae.

## Distribution
Cette espèce est endémique de l'île de la Grenade.

## Publication originale
- With, 1907 : On some new species of the Cheliferidae, Hans., and Garypidae, Hans., in the British Museum. Journal of the Linnean Society of London, Zoology, vol. 30, p. 49-85 (texte intégral).